# Domenico Meldolesi
Domenico Meldolesi (né le 12 janvier 1940 à Castiglione di Ravenna et mort le 3 janvier 1992 à Mel) est un coureur cycliste italien. Professionnel entre 1962 et 1967, il a notamment remporté une étape du Tour d'Italie 1965.

## Palmarès
- 1965
  - 10e étape du Tour d'Italie
- 1966
  - 3e du Grand Prix Cemab à Mirandola
- 1967
  - 2e du Tour des trois provinces

## Résultats sur les grands tours

### Tour d'Italie
1 participation
- 1965 : 74e, vainqueur de la 10e étape

### Tour d'Espagne
1 participation
- 1967 : abandon